# Global Voices Online
Global Voices Online è una rete internazionale di blogger e cittadini-reporter volontari che segue, riassume e riporta importanti avvenimenti discussi nella blogosfera in ogni angolo del mondo. È un sito-progetto non-profit lanciato dal Berkman Center for Internet and Society presso l'Università Harvard. Fondato da Ethan Zuckerman e Rebecca MacKinnon nel dicembre del 2004 a seguito di un convegno internazionale di blogger, dall'estate 2008 è diventato ente non-profit indipendente registrato ad Amsterdam, Paesi Bassi.

## Obiettivi e mezzi
Due gli obiettivi principali del progetto. Il primo consiste nel dare vita, ampliare e rafforzare la community di "blogger-ponte" in grado di "agire come collegamento fra due lingue, o due culture."
Il team globale è composto da una serie di coordinatori regionali che raccolgono e selezionano informazioni e conversazioni interessanti presenti nella varietà della blogosfera, dall'Afghanistan allo Zimbabwe, con una speciale attenzione alle voci non occidentali e sottorappresentate nei media tradizionali. Fin dalla home page, ad esempio, si trovano resoconti in prima battuta sulla recente crisi Ossezia-Russia, sull'uso dei cellulari per combattere l'AIDS in Sudafrica, sui problemi e retroscena del latte contaminato e altri prodotti del made-in-China.
Il secondo obiettivo del progetto consiste nello sviluppare strumenti e risorse che rendano più efficace il raggiungimento del primo obiettivo. Una delle prime linee di azione è il mantenere una continua e stretta relazione con i media tradizionali che sia di beneficio sia per essi che per il progetto: il miglior modo di amplificare le voci sottorappresentate è fare in modo che i loro discorsi siano evidenziati e rilanciati dai media principali. Global Voices intende svolgere un ruolo di integrazione piuttosto che di opposizione ai media tradizionali. L'Agenzia Reuters, per esempio, ha incluso a pieno titolo Global Voices fra le proprie fonti fin dal gennaio 2006. Inoltre, come riconoscimento per il suo contributo nell'innovazione del giornalismo, Global Voices nel 2006 è stato insignito del prestigioso Gran Premio Knight-Batten.

## Traduzioni di Global Voices in altre lingue
Il network-community include inoltre Advocacy e Threatened Voices, progetti a tutela della libertà di parola nel mondo, e Rising Voices, iniziativa mirata a dare visibilità a specifici gruppi e comunità tramite i citizen media, nonché il Progetto Lingua partito nel 2007. Nel suo ambito dei volontari traducono quotidianamente una scelta dei post pubblicati sul sito originale inglese. Al dicembre 2009, sono 18 le edizioni localizzate attive, più altre 10 a fasi alterne.